# Czesław Wdowiszewski
Czesław Jan Wdowiszewski (ur. 1904 w Kulebakach (Obwód niżnonowogrodzki w Rosji), zm. 27 grudnia 1982, w Warszawie) – polski malarz reprezentujący nurt tradycjonalistyczny w sztuce lat 1930 i w okresie powojennym.
Czesław Wdowiszewski naukę malarstwa rozpoczął w roku 1915 w Berdiańsku nad Morzem Azowskim. Studiował w latach 1923–1927 w warszawskiej Szkole Sztuk Pięknych u Tadeusza Pruszkowskiego i Władysława Skoczylasa, w 1930 przebywał we Włoszech. Malował sceny historyczne, wzorując się na Janie Matejce, obrazy o tematyce rodzajowej, ze współczesności, typy charakterystyczne, reprezentacyjne portrety wyraziste w rysunku i plamie barwnej. Był jednym z założycieli Bractwa św. Łukasza, w latach 1933-1939 profesorem warszawskiej SSP im. W. Gersona. W okresie wojennym przebywał w Warszawie, 1944 został wywieziony do Buchenwaldu. Po wojnie zamieszkał w Krakowie, od 1947 w Warszawie.

## Obrazy
- Pogrzeb
- Kwiaty w wazonie
- Martwa natura z wagą laboratoryjną